# Duitse deelstaatverkiezingen in Hessen 2009
De verkiezingen van 2009 voor de achttiende Landdag van de Duitse deelstaat Hessen werden gehouden op 18 januari 2009.

## Stemming
| Partij    | Percentage van de stemmen | Zetels |
| --------- | ------------------------- | ------ |
| CDU       | 37,2 %                    | 46     |
| SPD       | 23,7 %                    | 29     |
| FDP       | 16,2 %                    | 20     |
| GRÜNE     | 13,7 %                    | 17     |
| Die Linke | 5,4 %                     | 6      |
| Overigen  | 3,8 %                     | 0      |
| Totaal    | 100 %                     | 118    |

De andere partijen die meededen haalden de kiesdrempel van 5% niet. Het opkomstpercentage bedroeg 61,0%, het laagste percentage sinds de eerste Landdagverkiezingen van 1946.
Ten opzichte van de vorige deelstaatverkiezingen wonnen de FDP en GRÜNE flink en verloor de SPD fors.
Op grond van de verkiezingen kon de Hessische minister-president Roland Koch (CDU) voor de derde keer een Landsregering van CDU en FDP vormen (zij beschikken tezamen over 66 van de 118 zetels in het deelstaatparlement).